# Romuald Jarmułowicz
Romuald Jarmułowicz, ps. Smyk (ur. 4 sierpnia 1877 w Bujnach w pow. piotrkowskim, zm. 1944 w Warszawie) – polski działacz związkowy i samorządowy, prezydent Częstochowy, senator I kadencji w II RP.

## Życiorys
Był synem małorolnego chłopa Władysława i Franciszki z Bińczyków. Po ukończeniu w 1898 r. Szkoły Felczerów Cywilnych w Warszawie, a następnie kursu w Sankt Petersburgu uzyskał przygotowanie do zawodu felczera i w tym charakterze pracował na Kolei Nadwiślańskiej, a następnie w częstochowskiej hucie „Raków” oraz szpitalu Panny Marii. W 1898 r. wstąpił do PPS. W szpitalu w Częstochowie udzielał pomocy medycznej członkom Organizacji Bojowej PPS. Od 1914 r. należał także do Polskiej Organizacji Wojskowej. W maju 1917 r. został wybrany na radnego miejskiego Częstochowy; w lutym 1918 r. z ramienia PPS organizował protest przeciwko traktatowi brzeskiemu, za co trafił do więzienia niemieckiego. Pierwotny wyrok śmierci zamieniono mu na 10 lat twierdzy, odbywanie kary w Magdeburgu przerwał wybuch rewolucji w Niemczech.
Powrócił do Częstochowy w listopadzie 1918 r. i podjął pracę felczera w szpitalu Najświętszej Marii Panny; wkrótce został powołany w skład Komitetu Wykonawczego Rady Delegatów Robotniczych. Pełnił funkcję nadburmistrza miasta, wchodził też w skład lokalnych władz PPS oraz był wiceprzewodniczącym zarządu Stowarzyszenia Spółdzielców „Jedność” i prezesem Rady Powiatowej Kasy Chorych. W wyborach parlamentarnych w 1922 r. kandydował w województwie kieleckim do Senatu z listy nr 2 (PPS), ale nie uzyskał mandatu i został zastępcą senatora. Po śmierci Leona Misiołka w grudniu 1926 r. wszedł na jego miejsce do Senatu i złożył ślubowanie 16 lutego następnego roku.
Od listopada 1927 r. był do przejścia na emeryturę w 1931 r. prezydentem Częstochowy. W 1927 r. brał udział w Międzynarodowym Kongresie Spółdzielczym w Sztokholmie, rok później był delegatem na XXI Kongres PPS w Sosnowcu. Od lutego 1931 r. należał do PPS – dawnej Frakcji Rewolucyjnej, później wchodził w skład lokalnego kierownictwa BBWR. Był również przewodniczącym częstochowskiego oddziału Związku Związków Zawodowych.
Z małżeństwa z Franciszką z Gostomskich miał synów: Radosława Mariana (1906–1944) i Wacława (ur. 1907).
W okresie okupacji niemieckiej mieszkał w Warszawie. Zginął podczas powstania warszawskiego.

## Ordery i odznaczenia
- Krzyż Niepodległości (10 grudnia 1931)[4]
- Krzyż Oficerski Orderu Odrodzenia Polski (10 listopada 1928)[5]
- Krzyż Walecznych (1921)[1]